# Cogencia
Un argumento es cogente solo si la verdad de las premisas haría probable la verdad de la conclusión (v.gr., el argumento es fuerte) y las premisas del argumento son, de hecho, verdaderas. La cogencia puede ser considerada el análogo en la lógica inductiva a la solidez en la lógica deductiva. A modo de ejemplo, considérese lo siguiente:
De una bolsa 100 canicas, sin mirar, Lauren extrajo 95 de ellas de color rojo. Por lo tanto, es probable que la siguiente canica que saque sea roja.
La verdad de las premisas, ciertamente, haría probable la verdad de la conclusión. Por lo tanto, este argumento es fuerte. Si las premisas son verdaderas, el argumento es cogente.

## "Probable"
No hay un estándar fijado sobre cuál debe ser la probabilidad de un argumento para tildarlo de "probable". Del mismo modo que se puede hablar de diversos grados de probabilidad, se pueden considerar distintos grados de cogencia. El grado de cogencia, por lo tanto, se establece en función del grado de probabilidad. En el ejemplo anterior, el hecho de que Lauren extrajese una canica —la 96— y esta resultase ser roja haría más probable la conclusión, y en consecuencia más fuerte el argumento. Es preciso indicar que esta característica de la cogencia no es análoga a la de validez, propia de la lógica deductiva, ya que en esta solo se acepta que un argumento sea válido, o bien inválido, sin intermedios.

## Un buen argumento
Para que un argumento pueda considerarse un buen argumento, es necesario que este sea sólido o cogente. Empero, estas no son cualidades suficientes para ello. Por ejemplo, un argumento circular puede ser sólido, pero ciertamente no es un buen argumento. De manera similar, un argumento cogente puede sin embargo cometer una petición de principio. Para que un argumento sea bueno sus premisas deben satisfacer condiciones adicionales, como que sean relevantes tanto para el contexto de la argumentación como para la conclusión del argumento.